# Psychosocial
Psychosocial è un singolo del gruppo musicale statunitense Slipknot, pubblicato il 30 giugno 2008 come secondo estratto dal quarto album in studio All Hope Is Gone.

## Descrizione
Composta da Corey Taylor, Paul Gray, Joey Jordison e Mick Thomson, Psychosocial comincia con un riff di chitarra eseguito da Thomson, subito seguito da una rullata di batteria di Jordison e da un growl di Taylor. La tematica di questo brano, difficile da capire, racchiude in sé l'odio per un certo tipo di persone, o comunque verso la società in generale.
Il brano è stato inserito nella colonna sonora del film Punisher - Zona di guerra, del 2008. Nel 2011 è stato caricato su YouTube un mash-up tra il singolo e Baby di Justin Bieber; al riguardo, Taylor lo ha definito "divertente" e "geniale".

## Video musicale
Il video, nel quale la band suona in un prato circondata da varie pire di fuoco, è stato registrato presso i Sound Farm Studios, situati nella cittadina statunitense di Jamaica. Le riprese sono state effettuate il 30 giugno 2008.

## Tracce
Download digitale
1. Psychosocial – 4:42

CD promozionale
1. Psychosocial (Edit) – 3:57
2. All Hope Is Gone – 4:44
3. Psychosocial (Album Version) – 4:43

CD singolo, 7"
1. Psychosocial – 4:43
2. All Hope Is Gone – 4:44

## Formazione
- (#0) Sid Wilson – giradischi
- (#1) Joey Jordison – batteria, percussioni
- (#2) Paul Gray – basso
- (#3) Chris Fehn – percussioni, cori
- (#4) Jim Root – chitarra
- (#5) Craig Jones – tastiera, campionatore
- (#6) Shawn Crahan – percussioni, cori
- (#7) Mick Thomson – chitarra
- (#8) Corey Taylor – voce

## Classifiche
| Classifica (2008)             | Posizione massima |
| ----------------------------- | ----------------- |
| Austria                       | 65                |
| Canada                        | 75                |
| Francia                       | 100               |
| Germania                      | 31                |
| Nuova Zelanda                 | 35                |
| Regno Unito                   | 67                |
| Stati Uniti                   | 102               |
| Stati Uniti (alternative)     | 20                |
| Stati Uniti (digital)         | 66                |
| Stati Uniti (mainstream rock) | 7                 |
| Svezia                        | 28                |